# 格伦兰大桥
格伦兰大桥（挪威語：Grenlandsbrua）是挪威最高的斜拉桥，桥塔高168（551英尺）。大桥建成于1996年，承载欧洲E18公路跨越弗里耶尔峡湾，连接位于该峡湾两岸，泰勒马克郡的波什格伦与班布勒。格伦兰大桥建成后，取代了布雷维克大桥成为跨越峡湾的主要通道。
大桥全长608（1,995英尺），采用斜拉桥型式，实现桥下通航净空高度达到50（164英尺）。斜拉索共21对，索长84—287（276—942英尺）。大桥主跨305（1,001英尺）。

## 图集

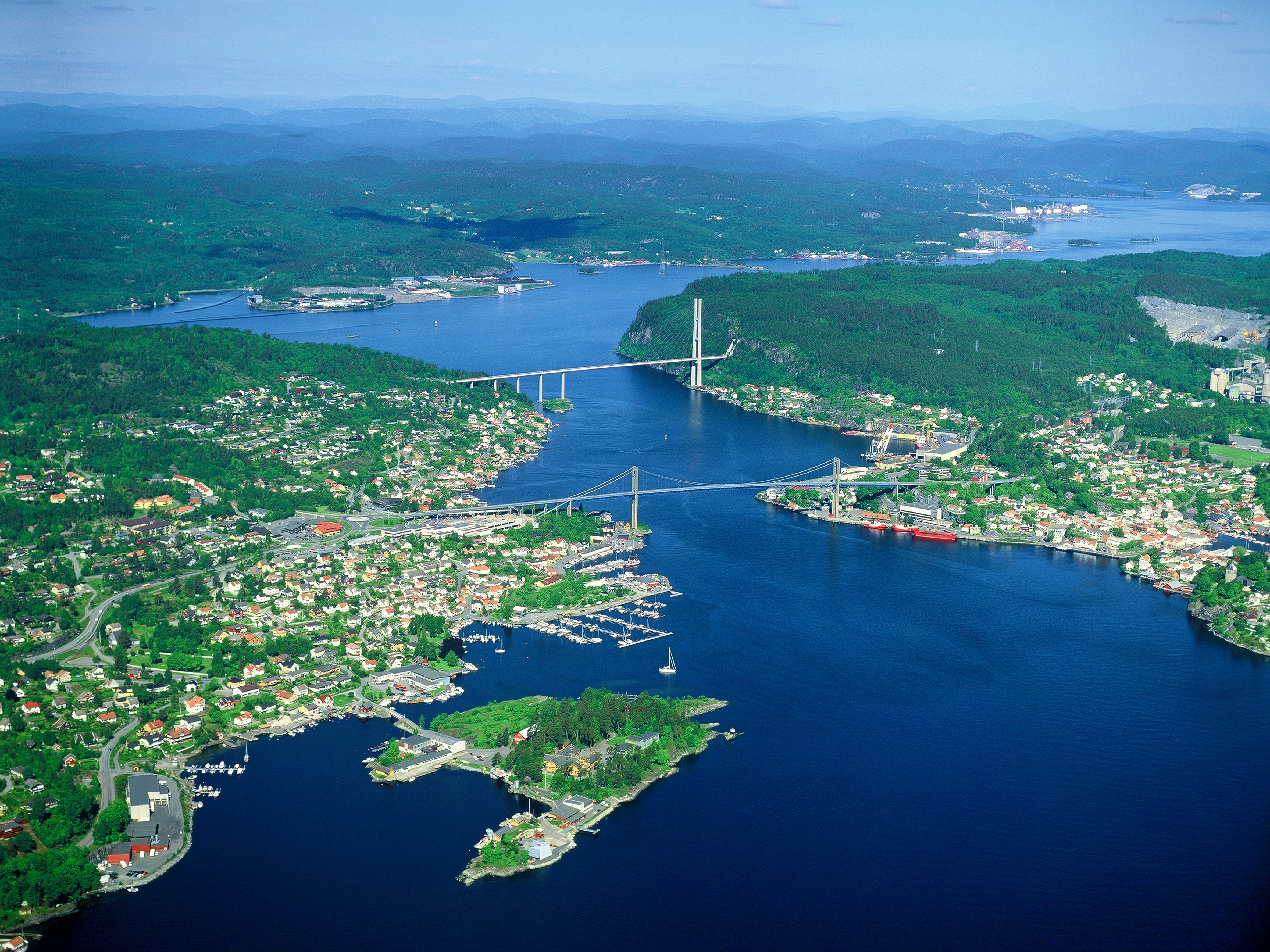
跨越弗里耶尔峡湾的格伦兰大桥和布雷维克大桥